# Begonia crenata
Espèce
Synonymes
- Begonia minima Bedd.[1]
- Saueria crenata (Dryand.) Hassk.[1]

Begonia crenata est une espèce de plantes de la famille des Begoniaceae. Ce bégonia est originaire d'Inde. L'espèce fait partie de la section Parvibegonia. Elle a été décrite en 1791 par Jonas Carlsson Dryander (1748-1810). L'épithète spécifique crenata signifie « festonnée ».

## Description

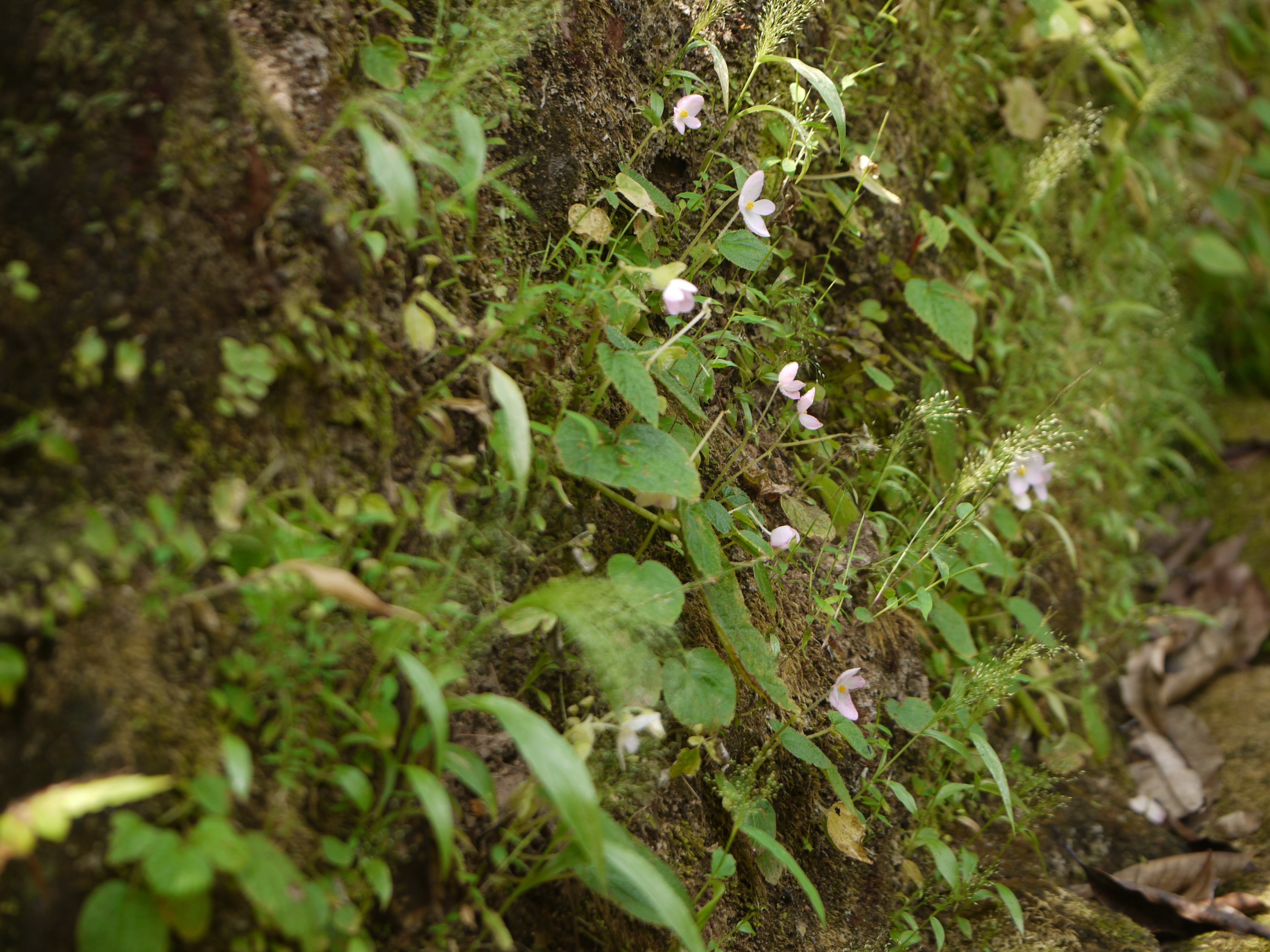
Groupe de B. crenata
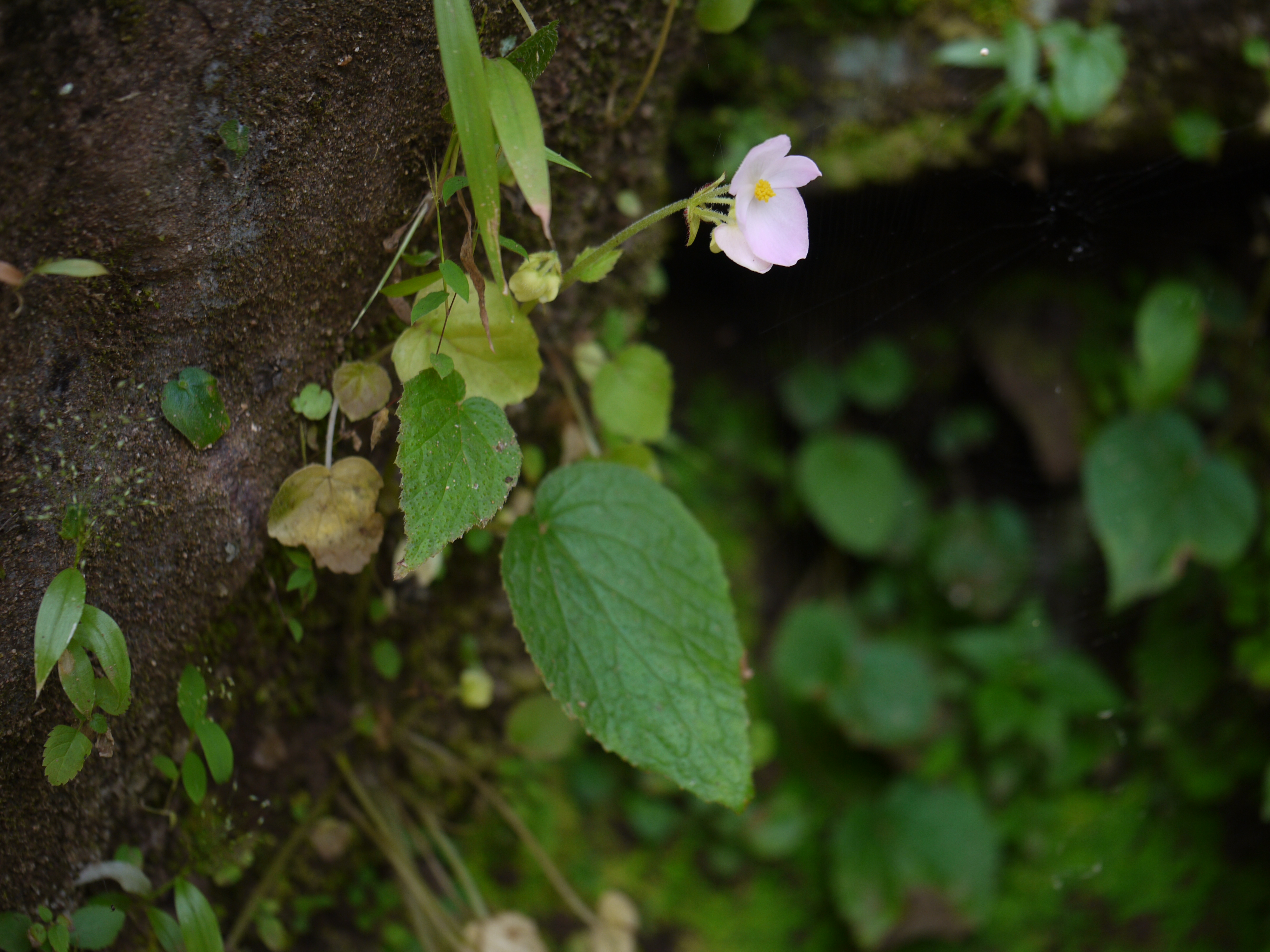
Spécimen isolé
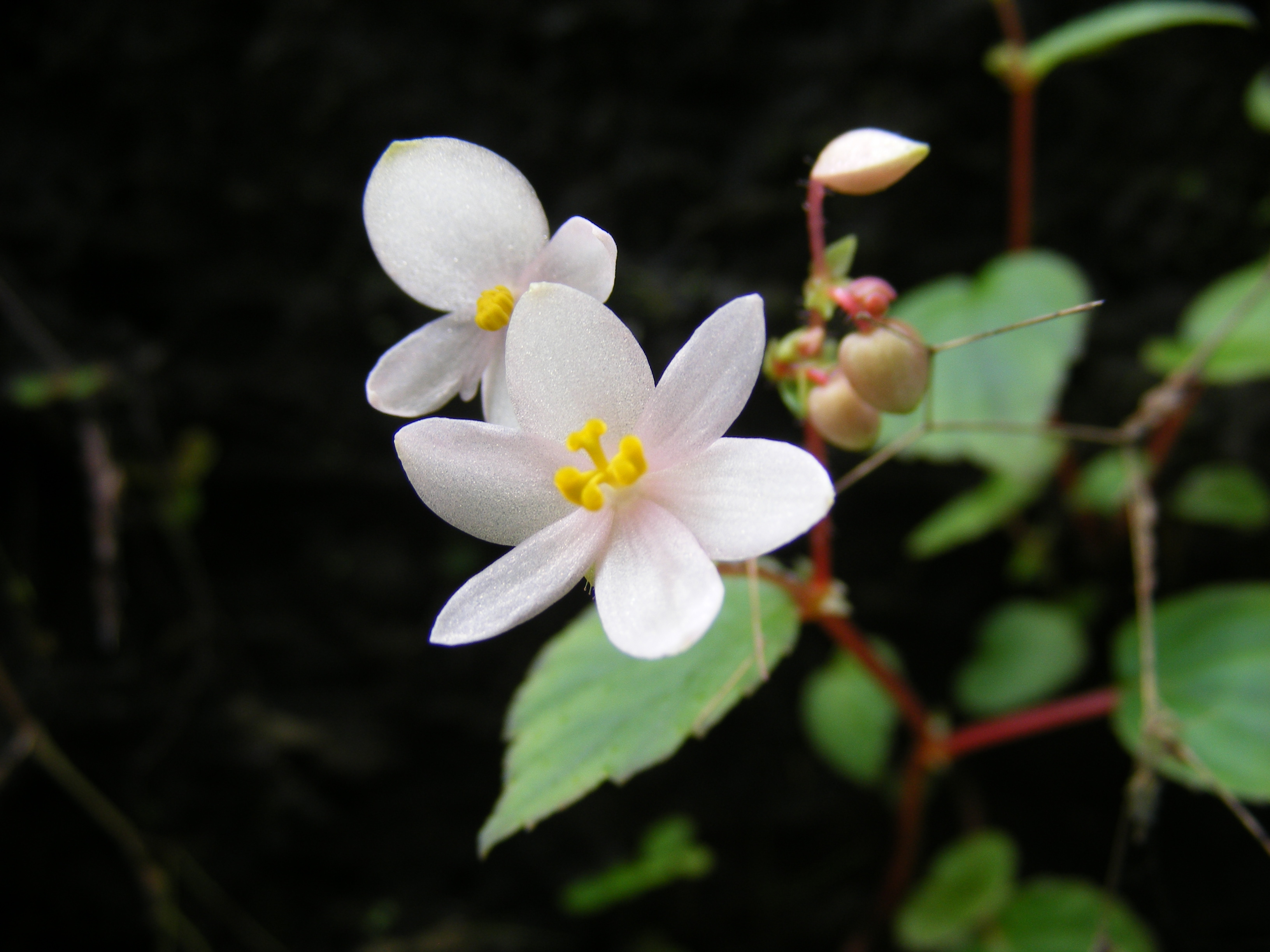
Fleurs femelle (devant) et mâle (derrière)
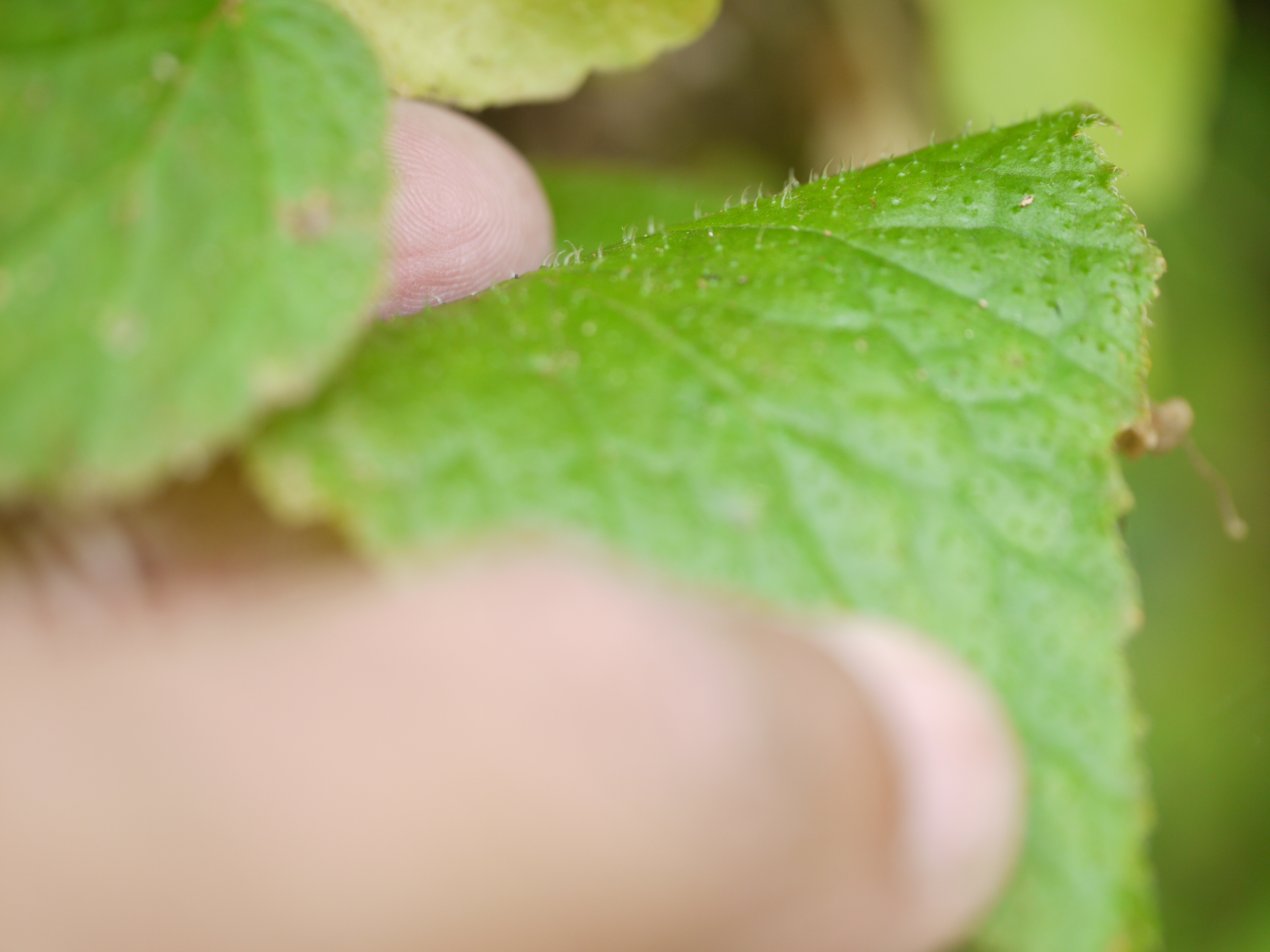
Face d'une feuille
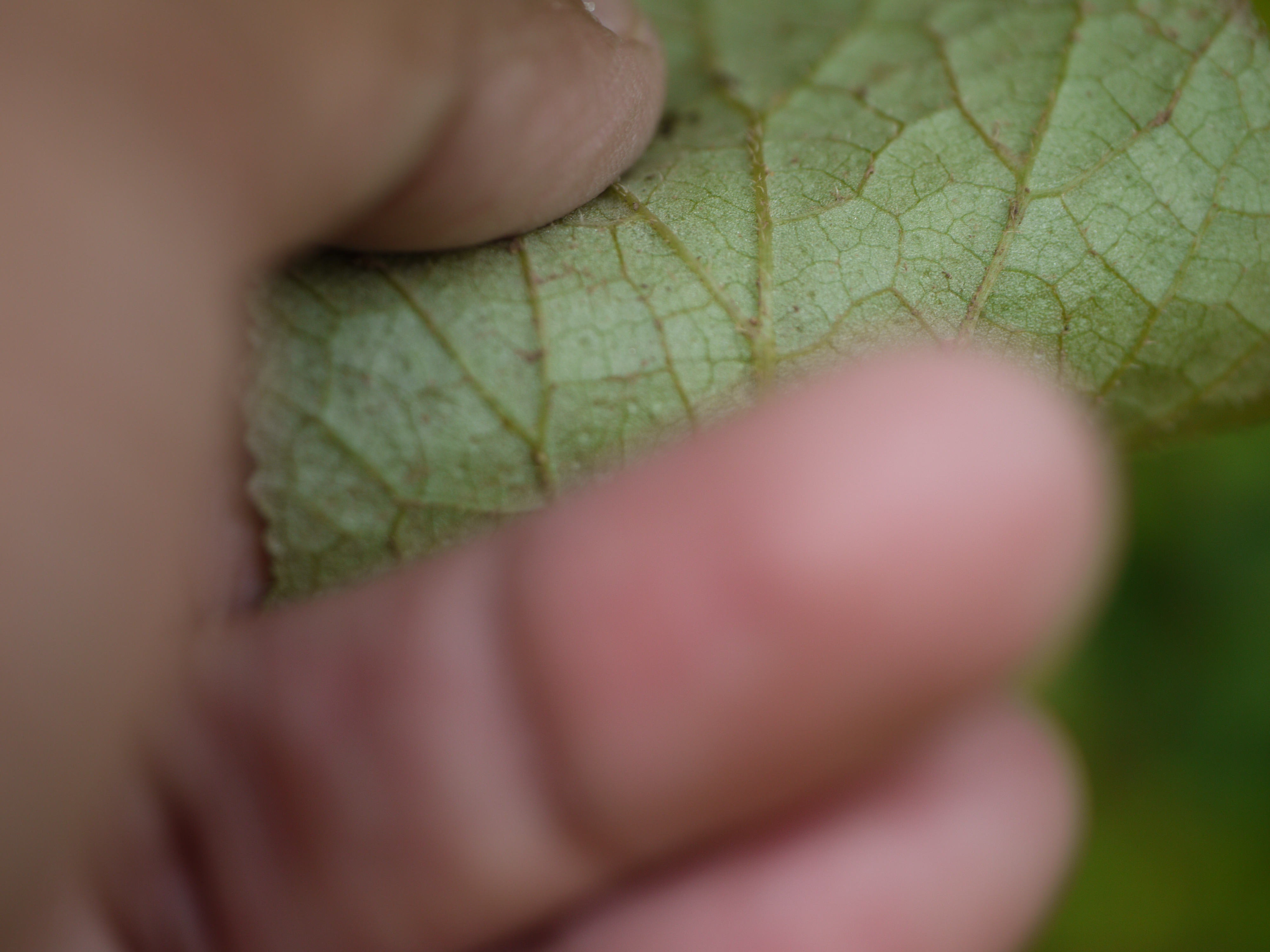
Revers d'une feuille

## Répartition géographique
Cette espèce est originaire du pays suivant : Inde.